# Fortaleza de Alcácer-Ceguer
 A fortaleza de Alcácer-Ceguer foi uma praça-forte portuguesa em Marrocos, detida por Portugal entre 1458 e 1550.

## História
Portugal conquistou Ceuta em 1415 e como parte da política de expansão ultramarina, Alcácer-Ceguer foi conquistada por uma frota de 220 embarcações, transportando um exército de 25 mil homens sob o comando de D. Afonso V, "O Africano", após dois dias de combate (23 e 24 de Outubro de 1458).
Na empresa participaram ainda o infante D. Henrique (no comando da Armada do Algarve), o infante D. Fernando, o marquês de Valença (no comando da Armada do Porto) e o marquês de Vila Viçosa. Os ventos desviaram a nau do rei para as águas de Tânger cuja conquista foi cogitada pelo soberano, mas graças à influência do infante D. Henrique, que havia participado no desastre de Tânger em 1437, manteve-se a decisão de atacar Alcácer-Ceguer. A conquista foi possível devido à superioridade da artilharia portuguesa, e à estratégia do rei de Fez, Abdalaque II – que em 1437 havia capturado o Infante Santo –, informado da presença da frota portuguesa nas àguas de Tanger, enquanto preparava um ataque a Tremecém, decidiu deslocar as suas forças para defesa de Tanger.
De imediato foram iniciados trabalhos de recuperação e reforço das defesas. A mesquita da cidade foi transformada em igreja sob a invocação de Santa Maria da Misericórdia, outorgada à Ordem de Cristo por iniciativa do infante D. Henrique.

### Primeiro cerco de Alcácer-Ceguer
A retaliação islâmica não se fez esperar. D. Afonso V ainda se encontrava em Ceuta, quando foi informado de que as forças de Abd al-Hakk se preparavam para retomar Alcácer-Ceguer. Afonso V de imediato decidiu acorrer em defesa da praça ameaçada, sendo dissuadido por seus conselheiros. Deliberou-se então desafiar o rei de Fez para uma batalha campal, à maneira da Idade Média, tendo os emissários portugueses sido recebidos a tiro e forçados a retroceder.
A esquadra portuguesa aportou ao largo de Alcácer-Ceguer mas os seus esforços foram em vão, uma vez que os sitiantes não se amedrontaram, não tendo sido possível fazer chegar qualquer tipo de ajuda aos sitiados. Estes, sob o comando de D.Duarte de Menezes – filho do primeiro capitão de Ceuta, D. Pedro de Meneses –, resistiram por 53 dias, infligindo tantas perdas ao inimigo, que este acabou por retirar, a 2 de Janeiro de 1459.

### Segundo cerco de Alcácer-Ceguer
Seis meses mais tarde, a 2 de Julho de 1459, Abd al-Hakk voltou a cercar a cidade. Durante este cerco, D. Duarte de Meneses mandou vir do reino a esposa e os filhos que, com alguma dificuldade, conseguiram furar o cerco e ingressar na praça. Esta atitude do capitão deu novo ânimo à guarnição sitiada que não cedeu as defesas, vindo o assédio a ser levantado em 24 de Agosto de 1459. Como recompensa pelas defesas de Alcácer-Seguer, o soberano elevou D. Duarte de Meneses a conde de Viana (Abril de 1460).
A população da praça chegou a atingir as 800 pessoas, mas estava totalmente dependente do Reino para a sua manutenção. A presença Portuguesa em Arzila e em Tânger, ocupadas em 1471, diminuiu a sua importância estratégica.

### Obras afonsinas
Após os dois cercos impostos a Alcácer-Ceguer, o rei D. Afonso V determinou reforçar as defesas da praça. Foi cavado um fosso, introduzidas pontes levadiças e construída uma couraça que ligava as muralhas da praça ao rio, que exigiu o envio de mão-de-obra, pedra e cal de Portugal, tendo as obras arrancado a 22 de Março de 1459. Ficou concluída em três meses. Por não existir casa para o capitão da praça, as câmaras e dependências da Porta do Mar foram adaptadas a paço senhorial. Esta construção foi acompanhada da construção de um torreão para reforço da defesa do local e vigilância da praia.

### Obras manuelinas

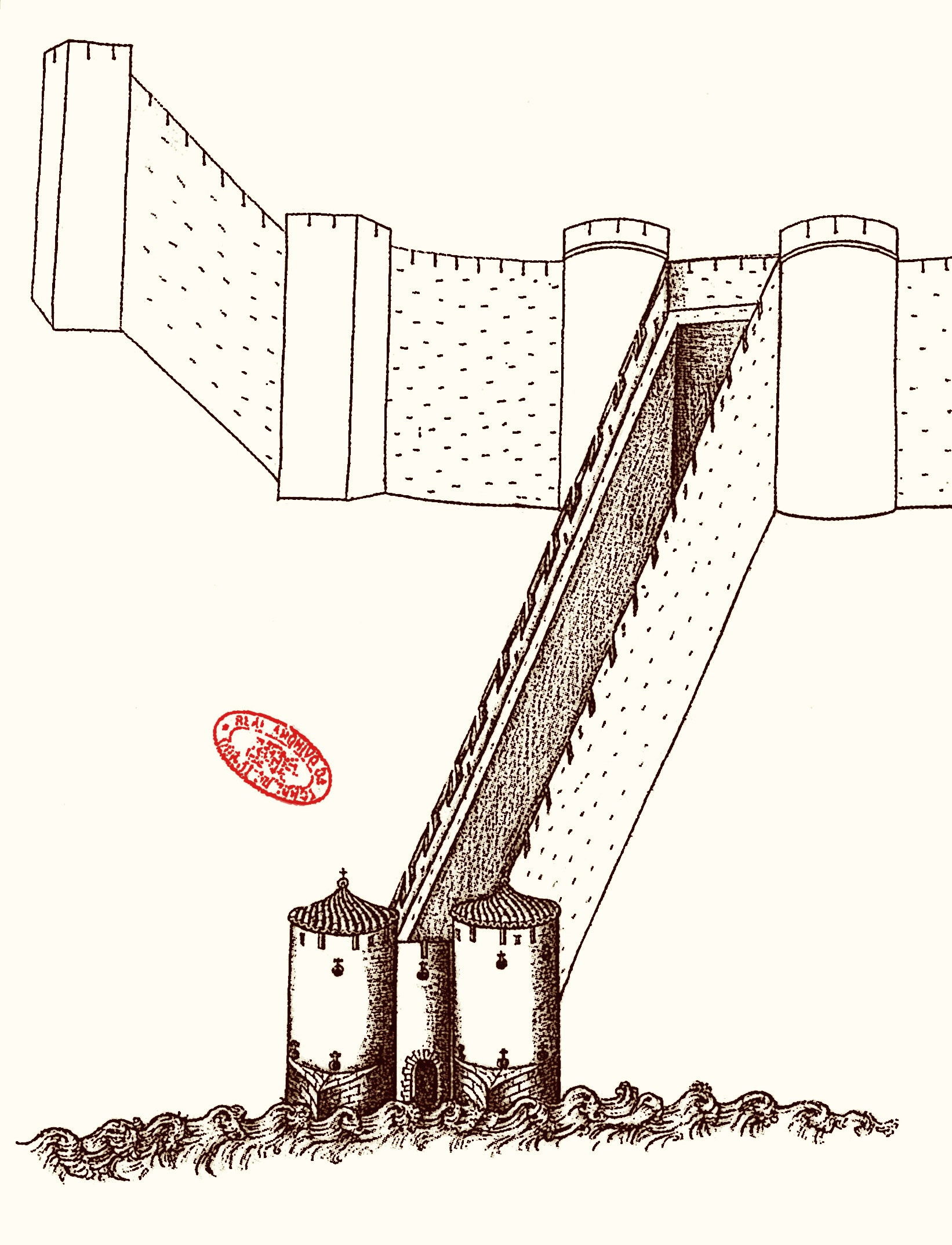
Projeto de couraça (muralha que protegia o acesso à água) para a praça-forte de Alcácer-Ceguer (Diogo Boitaca (?), 1502).

Para reforço da sua defesa D. Manuel I passou ao Mestre de Pedraria Pêro Vaz, seis "in-fólios" com Instruções acerca das obras de Alcácer-Ceguer em Junho de 1502. Estas descrevem minuciosamente como levantar a couraça (muralha que protegia o acesso à água) e ilustram-na com um dos raros desenhos remanescentes da praça, da autoria do arquitecto régio responsável pela obra, possivelmente o próprio Diogo Boitaca que, após um novo projecto em 1509, vistoriou-a pessoalmente em 1514. Neste projecto também foi prevista a construção de um novo baluarte, com dois níveis de canhoneiras, erguido por Francisco Danzilho.

### Evacuação da praça
A partir de 1533, D. João III cogitou abandoná-la, como Azamor e Safim. A evacuação tinha a oposição da Santa Sé.
Em 29 ou 31 de Janeiro de 1549 Maomé Xeque, o "Xerife", toma Fez e reunifica Marrocos. Diz-se que seu primeiro objectivo é tomar Alcácer Ceguer. Por isso D. João III "mandou que em Alcácer, no monte do Seinal, sobranceiro à vila, se fizesse um forte, porque quem fosse senhor dele dominaria a vila e o porto : foi dirigir esta obra o capitão de Ceuta, D. Afonso de Noronha.
Em 25 de Julho de 1549, o capitão de Tânger, Pedro de Meneses, encontrou-se com D. Pedro Mascarenhas, que tinha sido enviado pelo rei  para fortificar a cidade e ver o Seinal em construção, e vêr as resoluções que se devia tomar. Chegaram os dois ao Seinal em 7 de Agosto e foram recebidos por D. Afonso de Noronha. Juntos  com D. Bernardino de Mendonça, foram em galés visitar alguns portos para edificação duma fortaleza: o de Santa Cruz, e o do Pé da Rocha, onde desembarcaram para subir ao "forte do Seinal & reconhecendo-o por dentro & por fora, & as baterias que poderia ter, (...) etc. concordarão todos que em qualquer parte que se fizesse era obra assaz custosa, & de mais perigo que proveito, por muitas razões de que huma de muita força era que se não podia fazer fundamento de outra agua para serviço da fortaleza senão da que se recolhese da chuva em cisternas, ou da que se pudesse ter em pipas. Por isso o projeto foi abandonado, e Alcácer foi evacuada pouco depois.

## Lista de Capitães Portugueses da Praça
- 23 de outubro de 1458 - 1464 - Duarte de Meneses
- 1464 - 1480 - Henrique de Meneses
- 1480 - 1488 - Rodrigo Vaz Pereira
- 1488 - 1501 - Martim de Sousa e Távora
- 1501 - 1512 (?) - Rodrigo de Sousa
- 1516 - 151? - Rui Dias de Sousa, o Cid[5]
- 15?? - 15?? - Martinho de Sousa e Távora
- 1521 (?) - 1523 (?) - Pedro de Sousa Chichorro, conde do Prado
- c. 1530 - 1531 - Francisco de Carvalho
- 1531 - 1545 - Pedro Álvares de Carvalho
- 1545 - 1549 - Álvaro de Carvalho
- 15?? - 1550 - Bernardim de Carvalho
- 1550 (?) - Rui Dias de Sousa